# Drepanoptila holosericea
Drepanoptila holosericea е вид птица от семейство Гълъбови (Columbidae), единствен представител на род Drepanoptila. Видът е почти застрашен от изчезване.

## Разпространение
Видът е разпространен в Нова Каледония.